# Kannamangalam
Kannamangalam is een panchayatdorp in het district Tiruvannamalai van de Indiase staat Tamil Nadu. 

## Demografie
Volgens de Indiase volkstelling van 2001 wonen er 7.297 mensen in Kannamangalam, waarvan 49% mannelijk en 51% vrouwelijk is. De plaats heeft een alfabetiseringsgraad van 75%. 